# Mirror Lake (New York)
Der Mirror Lake ist ein See in der US-amerikanischen Stadt Lake Placid im Bundesstaat New York.

## Lage und Nutzung
Der See Mirror Lake befindet sich im Zentrum von Lake Placid und wird für viele Freizeitaktivitäten genutzt. Im Sommer wird viel Kanu oder Kajak auf dem See gefahren oder Stand Up Paddling betrieben. Im Winter wird auf der gefrorenen Fläche Eislauf betrieben und es werden Hundeschlittenfahrten angeboten.
Von 1918 bis zum Bau des Olympiastadions im Winter 1930/31 fanden auf der gefrorenen Fläche des Mirror Lakes mehrere Eisschnelllauf-Wettbewerbe statt, darunter Nordamerikameisterschaften und US-Titelkämpfe. 1926 bestritten die Olympiasieger von 1924 Charles Jewtraw und Clas Thunberg hier Schaurennen. Im Rahmen der Olympischen Winterspiele 1932 in Lake Placid wurde der Mirror Lake als Trainingsstätte für die Eisschnellläufer genutzt.

## Salzgehalt des Sees
Aufgrund von Enteisungspraktiken im Winter auf den umliegenden Straßen weist der Mirror Lake erhöhte Natrium- und Chloridkonzentrationen auf. Darüber hinaus kommt es am Mirror Lake aufgrund von Regenwasserabfluss zu einer Ansammlung von salzhaltigem Wasser am Grund des Sees.